# London Mathematical Society
La Società Matematica di Londra (London Mathematical Society, sigla LMS) è uno dei circoli culturali del Regno Unito per la matematica (gli altri sono la Royal Statistical Society (RSS) e l'Istituto di Matematica e delle sue Applicazioni (IMA)).

## Storia
La Società venne fondata il 16 gennaio 1865, e il suo primo presidente fu Augustus De Morgan. I meeting più prossimi si tennero alla University College, ma presto la Società si trasferì a Burlington House, Piccadilly. Le attività iniziali della Società includevano discorsi e pubblicazioni di un giornale. L'LMS venne usata come modello per la fondazione dell'American Mathematical Society nel 1888.
La Società venne trasferita in seguito a un regio decreto legge nel 1965, un secolo dopo la sua fondazione. Nel 1998 la Società si trasferì all'interno della De Morgan House (dal nome del primo presidente della società), al 57-58 di Russell Square, Bloomsbury, per favorire l'espansione del suo staff.

## Una Nuova Società Matematica Unificata
Il 4 luglio 2008, il Joint Planning Group per l'LMS e l'IMA propose la fusione delle due società per formare una singola società unificata. La proposta era il risultato di otto anni di consultazioni ed  il concilio di entrambe le società elogiò la fama dei loro membri. Coloro che erano a favore della fusione sostenevano che una singola società avrebbe dato più autorevolezza ai matematici del Regno Unito durante le trattazioni con l'UK Research Councils. La proposta venne rigettata il 29 maggio 2009 con 591 voti contro 458 (56% - 44%).

## Attività
La Società pubblica libri e periodici; organizza conferenze matematiche; fornisce finanziamenti per promuovere la ricerca e l'educazione matematica; ed assegna un gran numero di premi e borse di studio per l'eccellenza nella ricerca matematica.

## Pubblicazioni
Le pubblicazioni periodiche della Società includono tre giornali: il Proceedings, il Journal, ed il Bulletin.
Altre pubblicazioni includono un giornale di elettronica, il Journal of Computation and Mathematics Archiviato l'11 aprile 2011 in Internet Archive., ed alcune regolari newsletter dei membri. Pubblica anche il giornale Compositio Mathematica a nome della sua stessa fondazione, e coedita il Nonlinearity con l'Institute of Physics (IOP). La Società pubblica quattro serie di libri: una serie di Monographs, una serie di Lecture Notes, una serie di Student Texts e (insieme all'American Mathematical Society) le serie di History of Mathematics; coedita anche quattro serie di traduzioni: Russian Mathematical Surveys, Izvestiya: Mathematics e Sbornik: Mathematics (insieme all'Accademia russa delle scienze e al Turpion Ltd), e Transactions of the Moscow Mathematical Society  (insieme all'American Mathematical Society).

## Premi
I premi dotati di nome sono:
- Medaglia De Morgan (triennale) - il più prestigioso;
- Premio Pólya (LMS) (due anni su tre);
- Premio Berwick Senior;
- Premio Berwick;
- Senior Whitehead Prize (biennale);
- Naylor Prize and Lectureship;
- Fröhlich Prize (biennale);
- Whitehead Prize (annuale).

In più, la Società, insieme all'Istituto di Matematica e delle sue Applicazioni, assegna la Medaglia David Crighton ogni tre anni.

## Lista dei presidenti
- 1865–1866 Augustus De Morgan
- 1866–1868 James Joseph Sylvester
- 1868–1870 Arthur Cayley
- 1870–1872 William Spottiswoode
- 1872–1874 Thomas Archer Hirst
- 1874–1876 Henry John Stephen Smith
- 1876–1878 Lord Rayleigh
- 1878–1880 Charles Watkins Merrifield
- 1880–1882 Samuel Roberts
- 1882–1884 Olaus Henrici
- 1884–1886 James Whitbread Lee Glaisher
- 1886–1888 James Cockle
- 1888–1890 John James Walker
- 1890–1892 Alfred George Greenhill
- 1892–1894 Alfred Kempe
- 1894–1896 Percy Alexander MacMahon
- 1896–1898 Edwin Elliott
- 1898–1900 William Thomson, I barone Kelvin
- 1900–1902 E. W. Hobson
- 1902–1904 Horace Lamb
- 1904–1906 Andrew Forsyth
- 1906–1908 William Burnside
- 1908–1910 William Niven
- 1910–1912 Henry Frederick Baker
- 1912–1914 Augustus Edward Hough Love
- 1914–1916 Joseph Larmor
- 1916–1918 Hector Macdonald
- 1918–1920 John Edward Campbell
- 1920–1922 Herbert Richmond
- 1922–1924 William Henry Young
- 1924–1926 Arthur Lee Dixon
- 1926–1928 G. H. Hardy
- 1928–1929 E. T. Whittaker
- 1929–1931 Sydney Chapman
- 1931–1933 Alfred Cardew Dixon
- 1933–1935 George Neville Watson
- 1935–1937 George Barker Jeffery
- 1937–1939 Edward Arthur Milne
- 1939–1941 G. H. Hardy
- 1941–1943 John Edensor Littlewood
- 1943–1945 L J Mordelll
- 1945–1947 Edward Charles Titchmarsh
- 1947–1949 W. V. D. Hodge
- 1949–1951 Max Newman
- 1951–1953 George Frederick James Temple
- 1953–1955 J. H. C. Whitehead
- 1955–1957 Philip Hall
- 1957–1959 Harold Davenport
- 1959–1961 Hans Heilbronn
- 1961–1963 Mary Cartwright
- 1963–1965 Arthur Geoffrey Walker
- 1965–1967 Graham Higman
- 1967–1969 J. A. Todd
- 1969–1970 Edward Collingwood
- 1970–1972 Claude Ambrose Rogers
- 1972–1974 David George Kendall
- 1974–1976 Michael Atiyah
- 1976–1978 J. W. S. Cassels
- 1978–1980 C. T. C. Wall
- 1980–1982 B E Johnson
- 1982–1984 Paul Cohn
- 1984–1986 Ioan James
- 1986–1988 Erik Christopher Zeeman
- 1988–1990 John H. Coates
- 1990–1992 John Kingman
- 1992–1994 John Robert Ringrose
- 1994–1996 Nigel Hitchin
- 1996–1998 John M. Ball
- 1998–2000 Martin J. Taylor
- 2000–2002 J Trevor Stuart
- 2002–2003 Peter Goddard
- 2004–2005 Frances Kirwan
- 2005–2007 John Toland
- 2007–2009 E. Brian Davies
- 2009 Interim President John M. Ball[4]
- 2009–2011 Angus Macintyre[5]
- 2011–2013 Graeme Segal[6]
- 2014–2016 Terry Lyons[7]